# جون هوتون بلفور

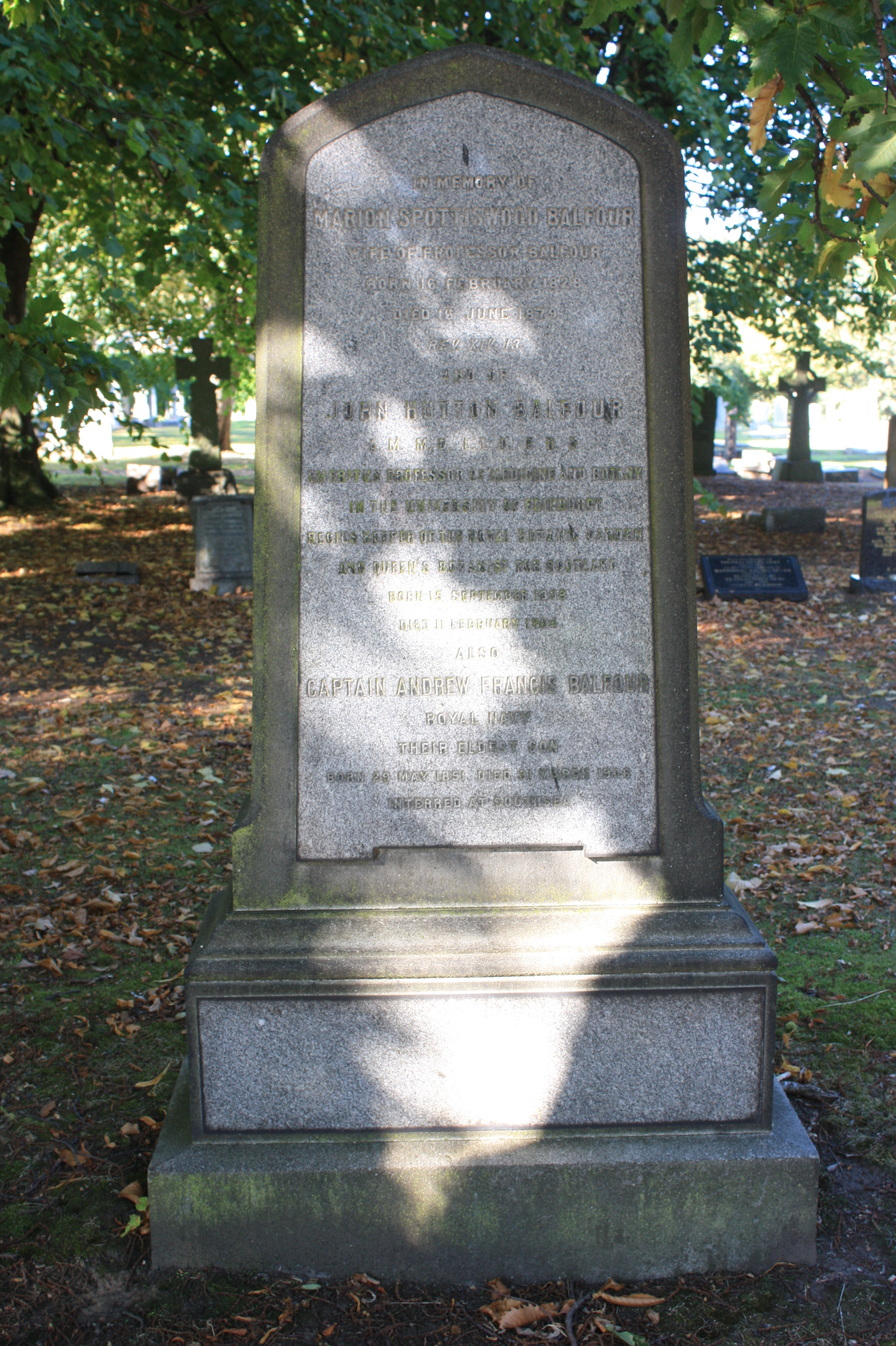
قبر جون هوتون بلفور ، مقبرة واريستون ، إدنبرة

جون هوتون بلفور (بالإنجليزية: John Hutton Balfour)‏ الحاصل على زمالة الجمعية الملكية في إدنبرة، وعلى زمالة الجمعية الملكية في لندن، وأحد أعضاء كلية الجراحين الملكية في إدنبرة، وعضو جمعية لينيان اللندنية وجمعية ويرنيريان للتاريخ الطبيعي. وكان يلقب بوودي فايبر.

## أولى سنوات حياته
جون هوتون بلفور، نجل أندرو بلفور جراح الجيش الذي عاد إلى مدينة إدنبرة ليؤسس فيها شركة للطباعة والنشر. تلقى بلفور تعليمه في المدرسة الثانوية الملكية في مدينة إدنبرة والتحق بعدها بجامعة سانت أندروز في اسكتلندا وبجامعة إدنبرة، وحصل على شهادة الماجستير، وعلى شهادة دكتور في الطب في عام 1832. في جامعة إدنبرة. أصبح بلفور عضوًا بارزًا في جمعية بلينيان المعنية بالتاريخ الطبيعي، حيث التقى بعالم فراسة الدماغ ويليام أليكساندر فرانسيس براون. كان بلفور يرغب بالارتسام في كنيسة اسكتلندا، ولكنه بدلًا من ذلك، بدأ بممارسة الطب في إدنبرة عام 1834، بعد أن درس في الخارج.
انتُخب بلفور زميلًا في الجمعية الملكية في إدنبرة في شهر يناير من عام 1835 عندما كان في سن السادسة والعشرين. وكان واحدًا من أصحاب أطول فترة عضوية فيها. شغل منصب الأمين العام للجمعية الملكية في إدنبرة في الفترة بين عامي 1860 و 1879 ومنصب نائب الرئيس بين عامي 1881 و 1883. 

## علم النبات
مع اهتمامه بعلم النبات، اشتهر بلفور بتأسيسه للجمعية النباتية في إدنبرة، في عام 1836، (وشغل منصب رئيس الجمعية بين عامي 1845 و 1846)، ولنادي إدنبرة النباتي في عام 1838.
في عام 1841، بدأ بلفور إلقاء محاضرات علم النبات في مدرسة إدنبرة بقدر عالٍ من النجاح. في عام 1842، عُين بلفور أستاذًا لعلوم النبات في جامعة غلاسكو. في عام 1845، انتقل بلفور إلى جامعة إدنبرة لشغل منصب رئيس قسم علم النبات فيها، وهو المنصب الذي شغله حتى عام 1879. رُشّح بلفور أيضًا لشغل وظيفة حارس الحديقة النباتية الملكية في إدنبرة، ووظيفة عالم النباتات الخاص بصاحبة الجلالة. جاءت هذه التعيينات بعد صراع سياسي طويل الأمد بين بلفور وخصمه الشهير، دالتون هوكر، المقرب من تشارلز داروين، وانتهى بانتصار بلفور.
شغل بلفور منصب عميد كلية الطب في جامعة إدنبرة، واشتهر بكونه مدرسًا ناجحًا للغاية في مجال علم النبات، إذ ربط محاضراته العلمية مع العلوم اللاهوتية، لتعلقه باللاهوت الطبيعي. في شهر يناير من عام 1862، تبادل بلفور مراسلاتٍ مع تشارلز داروين حول مسائل متعلقة بعلم النبات، واسترجعا معًا أمسياتهما التي قضياها في رابطة بلينيان مع وليام أليكساندر فرانسيس براون. تبادل بلفور المراسلات أيضًا مع عالم النبات الاستثنائي وحاد الطباع، هيويت كوتريل واتسون، أحد أوائل المتخصصين في علم فراسة الدماغ، وأحد دعاة نظرية التطور، والمدافع عن التطور المتباين لنصفي الكرة المخية.
تحت رعاية بلفور، طُورت الحديقة النباتية الملكية ووُسّعت، وبُني فيها بيت نخيل، ومشتل، وعدة أبينة تعليمية. تشمل منشورات بلفور على كتبٍ دراسية مثل دليل علم النبات (عام 1848)، وكتاب علم النبات المدرسي (1852)، ومعالم علم النبات (1854)، وعناصر علم النبات للمدارس (1869)، ودليل عالِم النباتات (1960)، ومقدمة في علم النباتات القديمة (1872)، ونباتات الكتاب المقدس. ساهم بلفور أيضًا في كتابة مقالة عن علم النباتات نُشرت ضمن الطبعة الثامنة من موسوعة بريتانيكا. تقاعد بلفور من منصبه الأكاديمي في عام 1879. أصبح ابنه، السير إسحاق بيلي بلفور (من مواليد عام 1853 وتوفي عام 1922) عالم نباتات مميز أيضًا، وعمل كأستاذ منحة شيراديان في علم النبات في جامعة أكسفورد بين عامي 1884 و 1888، قبل أن يعود ليشغل كرسي والده في جامعة إدنبرة.
أُطلق على أشجار الصنوبر الذنبية في كاليفورنيا اسم صنوبريات بلفوريانا تيمنا بجون هوتون بلفور. 

## روابط خارجية
- Balfour، John Hutton (1851). A manual of botany: being an introduction to the study of the structure, physiology, and classification of plants. J. J. Griffin. مؤرشف من الأصل في 2021-06-18. اطلع عليه بتاريخ 2008-05-10.